# Pollard, Daniel, Booth 6
Pollard, Daniel, Booth 6 (PDB6) is een studioalbum van de combinatie Brendan Pollard, Michael Daniel en Phil Booth. Het bevat elektronische muziek uit de Berlijnse School voor Elektronische Muziek. Het album werd samengesteld uit muziek in 2009 en 2010 opgenomen in de Radial Velocity Studio in Bedford. 

## Musici
- Brendan Pollard – modular synthesizers, mellotron, Fender Rhodes piano
- Michael Daniel – synthesizers, gitaar, glissgitaar, Fender Rhodes piano
- Phil Booth – synthesizer, SFX

## Muziek
| Nr. | Titel                              | Duur  |
| --- | ---------------------------------- | ----- |
| 1.  | A space cadet’s night in (level 5) | 25:14 |
| 2.  | Supper roller                      | 24:20 |
| 3.  | Last one out                       | 23:43 |